# Xanthorhoe everetti
Xanthorhoe everetti är en fjärilsart som beskrevs av W. Warren 1897. Xanthorhoe everetti ingår i släktet Xanthorhoe och familjen mätare. Inga underarter finns listade i Catalogue of Life.